# Вільям Штайнкраус
Вільям Штайнкраус (англ. William Steinkraus, 12 жовтня 1925 — 29 листопада 2017) — американський вершник.
Олімпійський чемпіон 1968 року в індивідуальному конкурі, срібний призер 1960 (командний конкур), 1972 (командний конкур) років, бронзовий призер 1952 року в командному конкурі.
Переможець Панамериканських ігор 1959 (індивідуальний конкур), 1959 (командний конкур), 1963 (командний конкур) років, срібний призер 1967  року в командному конкурі.